# Orthocephalus
Orthocephalus (лат.) — род полужесткокрылых из семейства слепняков (Miridae) подсемейства Orthotylinae.

## Описание
Преимущественно темно-коричневые или чёрные клопы. Иногда частично бледно-коричневые или желтоватые. Длина тела от 3 до 7 мм. Тело черных полуприлегающих щетинках. Голова поперечная. Лоб плоский или умеренно выпуклый. Первый членик усиков вздутый с 2-3 шипами. Второй членик часто булавовидный. Переднеспинка трапециевидная непунктированная. Бедра иногда с несколькими шипами. Голени в многочисленных шипиках.

## Экология
Многие виды предпочитают питаться на растениях семейства сложноцветных. Имеются также данные о питании на бобовых (Orthocephalus  coriaceus, Orthocephalus vittipenis, Orthocephalus saltator) и колокольчиковых (Orthocephalus brevis). На злаках, яснотковых и розоцветных питается Orthocephalus saltator.

## Классификация
В мировой фауне 23 вида. Близкими родами являются Dasyscytus, Pachytomella и Anapus.
- Orthocephalus arnoldii (Putshkov, 1961)
- Orthocephalus bivittatus Fieber, 1864
- Orthocephalus brevis (Panzer, 1798)
- Orthocephalus championi Saunders, 1894
- Orthocephalus coriaceus (Fabricius, 1777)
- Orthocephalus fulvipes Reuter, 1904
- Orthocephalus funestus Jakovlev, 1881
- Orthocephalus medvedevi Kiritshenko, 1951
- Orthocephalus melas Seidenstücker, 1962
- Orthocephalus minimus Drapolyuk et  Kerzhner, 2000
- Orthocephalus modarresi Linnavuori, 1997
- Orthocephalus proserpinae (Mulsant et Rey, 1852)
- Orthocephalus putshkovi Namyatova et Konstantinov, 2009
- Orthocephalus rhyparopus Fieber, 1864
- Orthocephalus saltator (Hahn, 1835)
- Orthocephalus scorzonerae Drapolyuk et  Kerzhner, 2000
- Orthocephalus sefrensis Reuter, 1895
- Orthocephalus solidus Seidenstücker, 1971
- Orthocephalus styx Reuter, 1908
- Orthocephalus tibialis (Reuter, 1894)
- Orthocephalus tristis Reuter, 1894)
- Orthocephalus turkmenicus Namyatova et Konstantinov, 2009
- Orthocephalus vittipennis (Herrich-Schäeffer, 1835)

## Распространение
Ареал большинства видов ограничен Палеарктической областью. Виды Orthocephalus coriaceus и Orthocephalus saltator завезены в Северную Америку.